# 신칸센 E6계 전동차
신칸센 E6계 전동차(일본어: 新幹線E6系電車)는 동일본 여객철도(JR 동일본)가 2013년 3월 16일에 도입한 아키타 신칸센용 전동차이다.

## 개요
동일본 여객철도는 2000년에 계획한 중기 경영 구상 「뉴 프런티어21」에서 나타낸 「세계 제일의 철도 시스템 구축」에 근거하여 신칸센을 최고시속 360km로 운행하는 것을 목표로 했다. 그 목표를 실현하기 위하여 2002년에 「신칸센 고속화 추진 프로젝트」를 사내에 발족시켜 신칸센 고속 시험 전철인파스텍 360을 개발, 2005년부터 지상 설비를 포함하여 각종 시험을 실시했다. 그 결과, 환경이나 여러 가지 효과를 고려했을 때 시속 320km이 최적이라고 판단하여 미니 신칸센용으로 E6계 전동차를 개발한다.

## 구조·성능

### 외관
선두 형상은, 신칸센 E955계 전동차에서 테스트된 '애로우 라인'을 기본으로 하고 있다. 노즈의 길이는 약 13미터로 E955형 11호차와 같고, E3계의 약 6미터보다 연장되어 있다.
선두차량의 노즈의 길이에 의해 편성정원이 감소하는 것을 막기 위해, E3계의 6량 편성에서 7량 편성으로, 편성당 차량 수를 늘렸다.
상하(마루 밑) 기기는 차체 프레임 가로 빔(台枠横はり)에 매다는 방식(吊り下げ)으로 되어 있으며, 소음 대책으로서 점검 뚜껑을 겸한 커버와 대차 커버로 차체 아래 절반을 덮는 구조로 하여, 커버와 대차 커버에는 흡음재가 설치된다. 또, 차체 사이에는, 편성 전체의 요잉을 억제하기 위한 차체간 댐퍼와 풍절음 저감과 롤링을 억제하기 위해, 편측 지지방식에 의해 천장 부분과 측면 부분으로 분할되어, 링 기구로 연결 상대의 차량에 밀어붙이는 구조의 전주 다이어프램을 장비하고 있다..
저중심화를 위해, 공조장치는 상하(床下)에 설치되어 있어, 그 결과, 천장 높이는 E5계와 같은 3650mm가 되어, E3계에 비해 430mm 낮게 되어 있다.

### 주요 기기

#### 전원·제어 기기
편성 전체는 11호차에서 14호차까지 4량(M1sc+Tk+M1+M1)과 15호차에서 17호차까지 3량(M1+T+M1c)의 2유닛으로 구성되어 있으며, 전동차에는 E5계용으로 공통화 설계된 주변환장치를, 부수차에 주변압기와 집전장치를 탑재한다. 상하(床下) 기기는 산(山) 쪽에 점검빈도가 많은 주요 기기를 집중 배치시켜 관리를 용이하게 하고, 반대로 점검 빈도가 적은 기기는 주변환장치 중앙의 빈 공간에 배치되어 기기의 소형화를 꾀하고 있다. 보조 전원 장치는 11·17호차, 전동 공기압축기는 11·13·15·17호차에 탑재되고 있으며, 11호차에는 보조용 전동 공기 압축기를 탑재하고 있다. 이것은 이 차량의 공기 스프링에 의한 틸팅 시스템 등에 사용되는 압축 공기 소비가 많은 것을 고려해서이다.
주전동기는 300kw의 MT207 3상 유도전동기를 탑재, 구동방식은 WN 평행카르단 구동방식을 채용하고 있다.
주변압기는 강제풍냉식을 채용하여 3,470kVA(TM213)및 4,980kVA(TM214)의 용량을 갖추었다. 소음 및 진동 억제의 관점에서, 주변압기와 차체 빔 사이에 방진 고무를 끼워넣은 구조로, 차체측과 주변압기측 양쪽에 고무를 끼운 샌드위치 방식이 채용되었다.

#### 대차
볼스터리스 대차(전동차: DT210, DT210A, 부수차: TR7009)를 채용했다. 차체와 대차 프레임을 토션 바로 연결해 대차의 사행동을 억제하는 토션 바 식 안티 롤링 장치를 장착하였으며, 제동은 E5계와 같은 공압 캘리퍼 방식이다. 차륜의 휠 부분 양측과 차축에 장착된 브레이크 디스크는 E5계와 같은 중앙체결식이지만, 경량화를 위해 부수대차의 디스크 브레이크를 1축당 통상의 2장부터 1장으로 줄였다. 또, 신칸센 구간에서 320km/h 운전을 하기 위한 직진안정성 확보를 위해 축간거리를 풀 규격 신칸센 차량과 같은 2,500mm까지 연장하고 있다. 대차 프레임과와 차체 사이를 연결하여 요잉을 억제하는 안티 요댐퍼는 2개를 옆에 평행으로 장착하여, 그 중 1개를 감쇠력 가변식으로 하여 대차 회전각의 허용도를 넓혀 재래선 구간에서의 곡선통과성능을 확보하고 있다.
공기 용수철에 의한 차체 경사 시스템에 의해 차체를 최대 1.5도 기울일 수 있어, 신칸센 구간에서는 반경 4,000m의 곡선에서도 320km/h로 주행할 수 있다. 이 틸팅 시스템은 재래선 구간(모리오카~아키타)에서는 사용하지 않는다.
모든 차량에 롤러 나사를 구동하여 진동을 억제하는 전기식 풀 액티브 서스펜션을 탑재하는데, 이것과 평행으로 감쇠력 가변식 세미 액티브 서스펜션을 탑재하고 있어, 풀 액티브 서스펜션이 시스템 에러 등으로 고장날 경우 백업으로 사용한다.

#### 집전장치
편성 내에서 사용하는 팬터그래프는 1기 뿐(12, 16호차에 탑재된 것 중 진행방향 뒷편을 사용)이므로, 이선이 잘 발생하지 않는 다분할 습판식 저소음 팬터그래프 "PS209"를 장비한다. 팬터그래프 측면에는 소음 방지를 위한 방음판이 장착되어 있는데, E955형에서 사용한 이동식이 아닌 고정식이다. 이것은 E5계와 같은 사이즈의 방음판은 재래선 구간에서 차량한계를 초과하지만, 이동식으로 한 경우 고장으로 가동되지 않았을 경우의 차질이 너무 커(방음판이 작동하지 않을 경우에는 신칸센 구간에서 고속주행시 소음 기준을 충족하지 못하고, 재래선 구간에서는 차량한계를 초과하여 주행 자체가 불가능) 신뢰성의 관점에서 고정식으로 하고 방음판을 재래선 차량한계 안에 넣기 위해 E5계보다 사이즈가 작게 하였다.
소음 저감을 위해 특고압 인통선은 E2계 0번대와 마찬가지로 차내 천장에 배치하였다.

## 연혁
양산차는 2010년 6월 8일부터 센다이항에 양륙한다.같은해 7월 9일에는 신칸센 종합 차량 센터에서 보도 공개된다.영업 개시까지는 S12편성을 자칭한다.
새로운 7량 길이의 E6계 전동차는 E5계와 병결하여 운행한다. 2013년 3월 16일부터 운행을 개시했으며 2014년 3월까지 코마치로 운행되고 있는 E3계를 모두 대체되었다.

## 객차 구성[18]

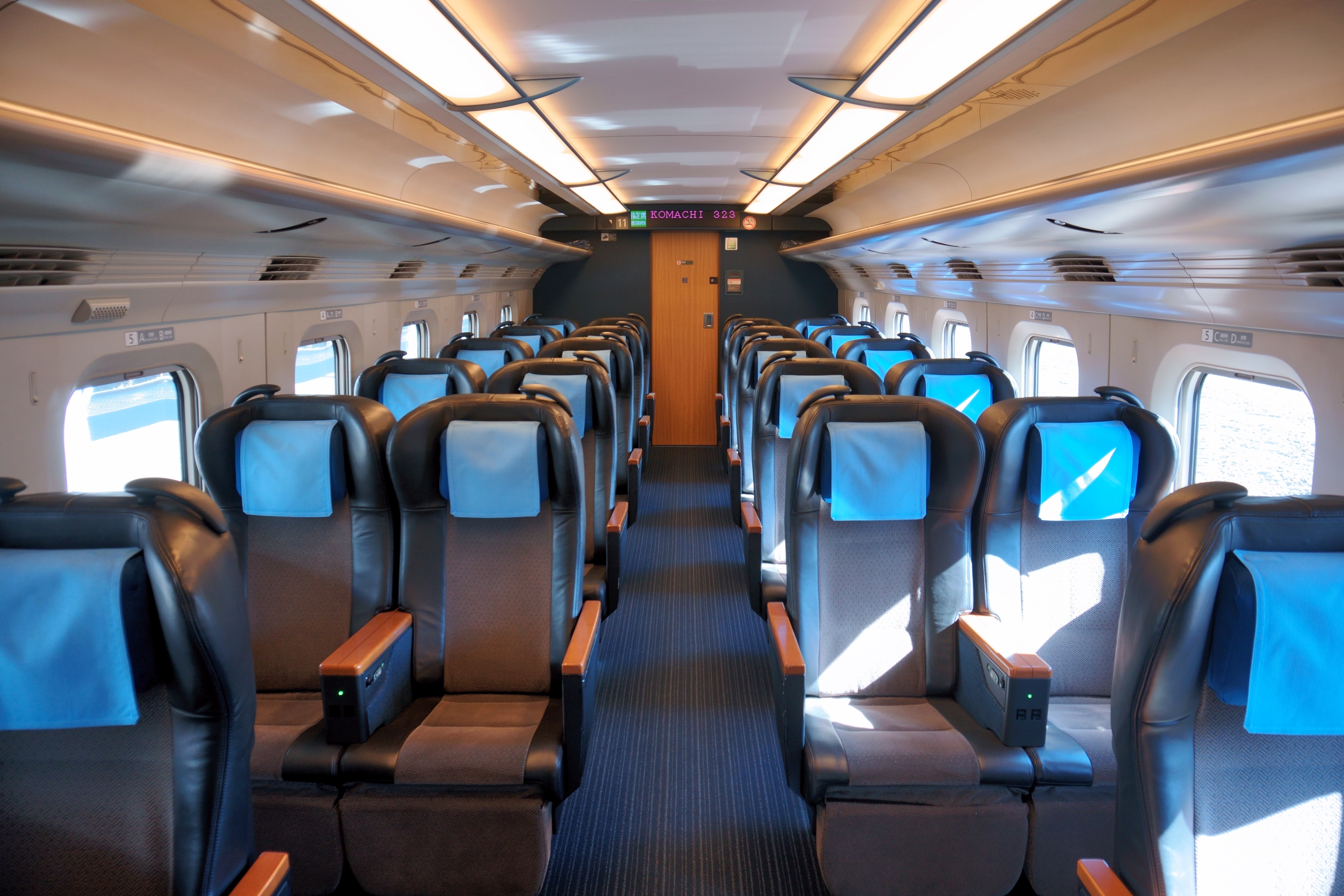
전 편성 12호차와 14호차에 팬터그래프가 존재한다.
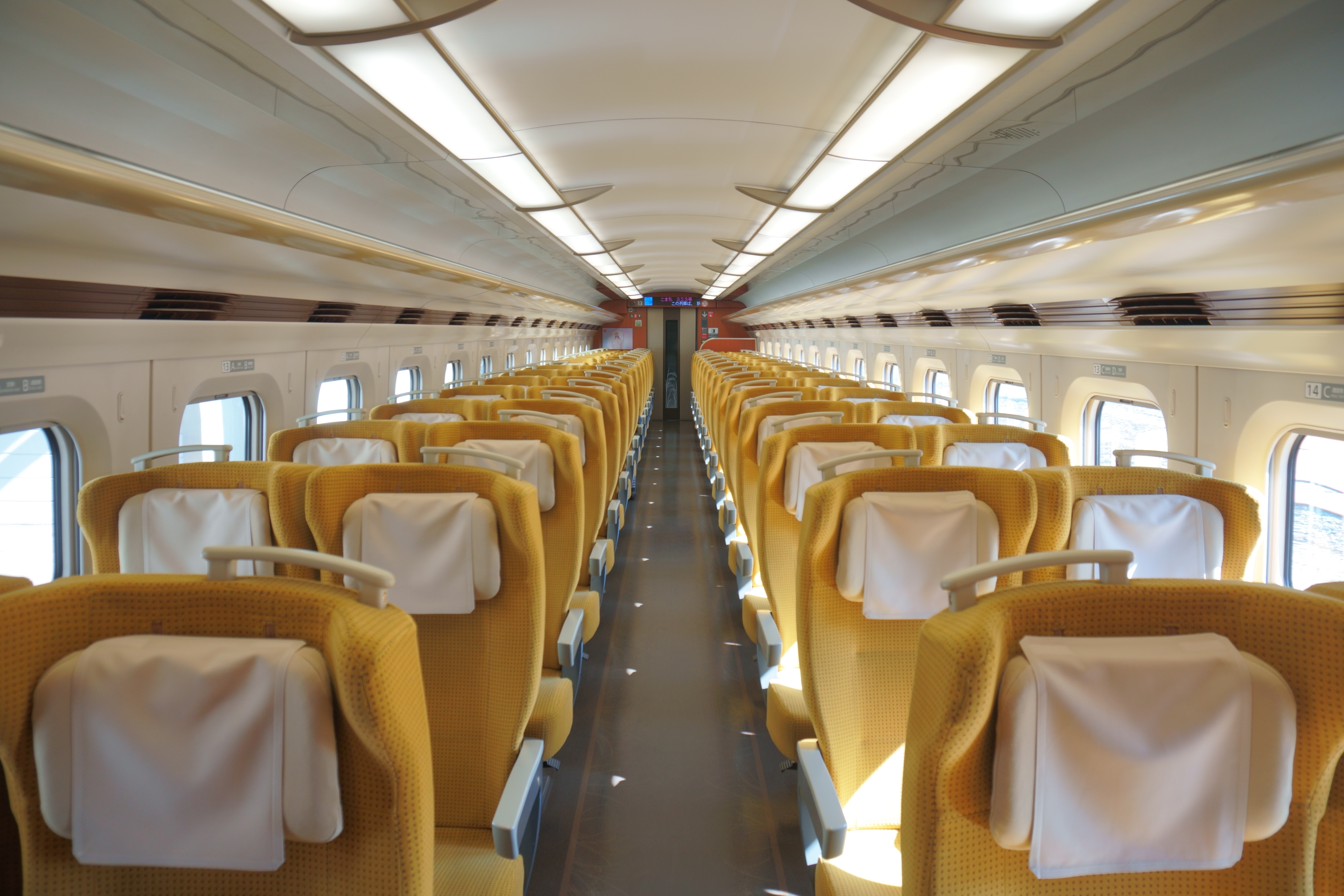
13호차 좌석

| 호차      | 11   | 12   | 13   | 14       | 15   | 16   | 17   |
| --------- | ---- | ---- | ---- | -------- | ---- | ---- | ---- |
| 명칭      | M1sc | Tk   | M1   | M1       | M1   | T    | M1c  |
| 번호      | E611 | E628 | E625 | E625-100 | E627 | E629 | E621 |
| 무게 (톤) | 45.1 | 44.4 | 41.7 | 41.8     | 42.1 | 44.2 | 43.4 |
| 좌석      | 22   | 34   | 60   | 60       | 68   | 60   | 32   |

- 11호차 그린차
- 13호차 좌석

## 현황
총 24 편성이 도입되었으며, 현재 23 편성이 운행 중이다. 가독성을 높이기 위해 현재 운행 중인 차량은 굵은 글씨로 표시했다.
| 차호  | 도입 시기 | 운행 중단 시기 | 비고                                                        |
| ----- | --------- | -------------- | ----------------------------------------------------------- |
| Z1호  | 2010년    | 운행 중        | 도입 초기 S12호로 도입했다.                                 |
| Z2호  | 2012년    | 운행 중        |                                                             |
| Z3호  | 2012년    | 운행 중        |                                                             |
| Z4호  | 2012년    | 운행 중        |                                                             |
| Z5호  | 2013년    | 운행 중        |                                                             |
| Z6호  | 2013년    | 운행 중        |                                                             |
| Z7호  | 2013년    | 운행 중        |                                                             |
| Z8호  | 2013년    | 운행 중        |                                                             |
| Z9호  | 2013년    | 2022년         | 2022년 후쿠시마현 해역 지진으로 인해 탈선사고로 폐차되었다. |
| Z10호 | 2013년    | 운행 중        |                                                             |
| Z11호 | 2013년    | 운행 중        |                                                             |
| Z12호 | 2013년    | 운행 중        |                                                             |
| Z13호 | 2013년    | 운행 중        |                                                             |
| Z14호 | 2013년    | 운행 중        |                                                             |
| Z15호 | 2013년    | 운행 중        |                                                             |
| Z16호 | 2013년    | 운행 중        |                                                             |
| Z17호 | 2013년    | 운행 중        |                                                             |
| Z18호 | 2013년    | 운행 중        |                                                             |
| Z19호 | 2013년    | 운행 중        |                                                             |
| Z20호 | 2013년    | 운행 중        |                                                             |
| Z21호 | 2013년    | 운행 중        |                                                             |
| Z22호 | 2014년    | 운행 중        |                                                             |
| Z23호 | 2014년    | 운행 중        |                                                             |
| Z24호 | 2014년    | 운행 중        |                                                             |

## 사진

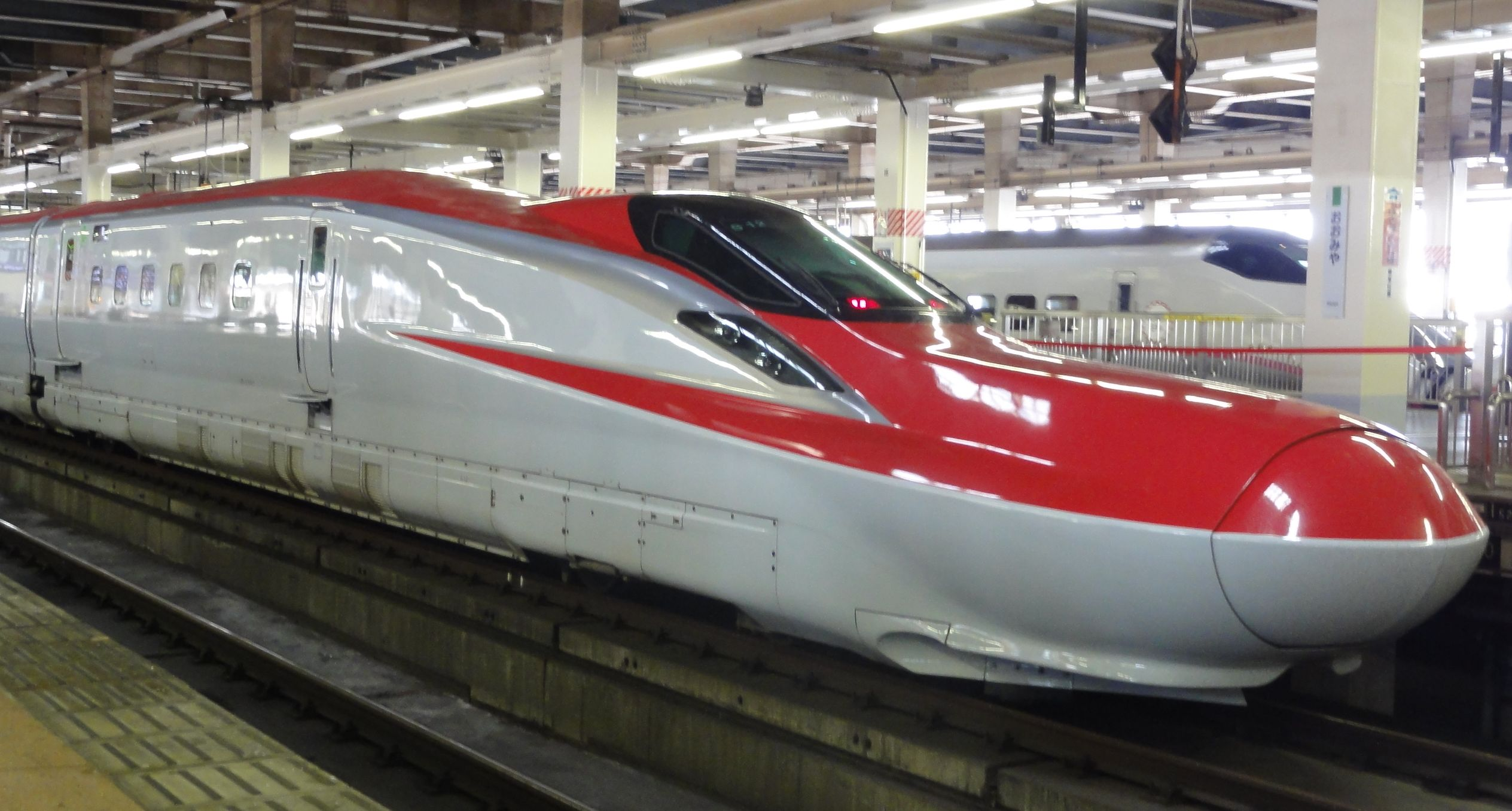
E611-1 (11호차)
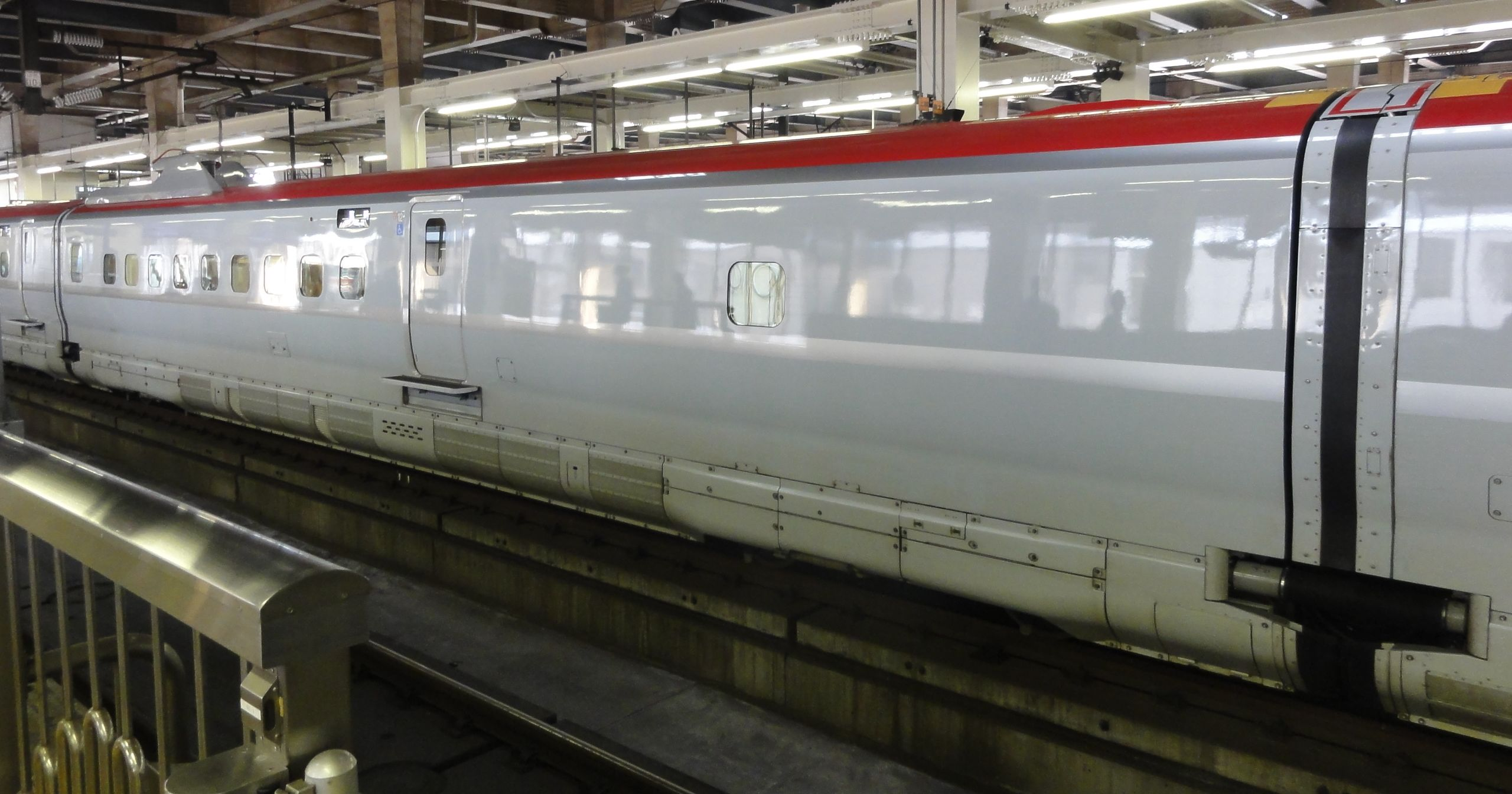
E628-1 (12호차)
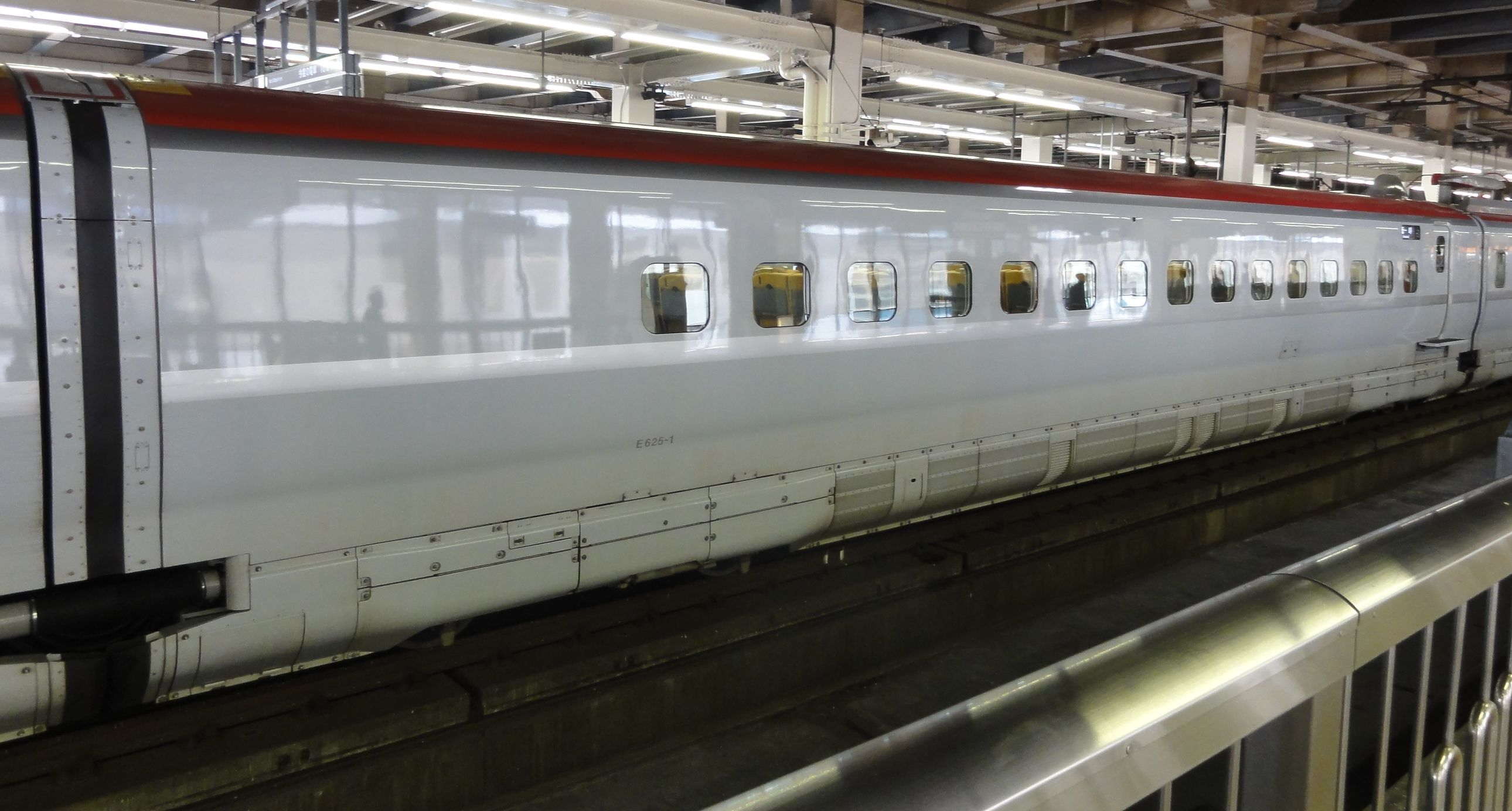
E625-1 (13호차)
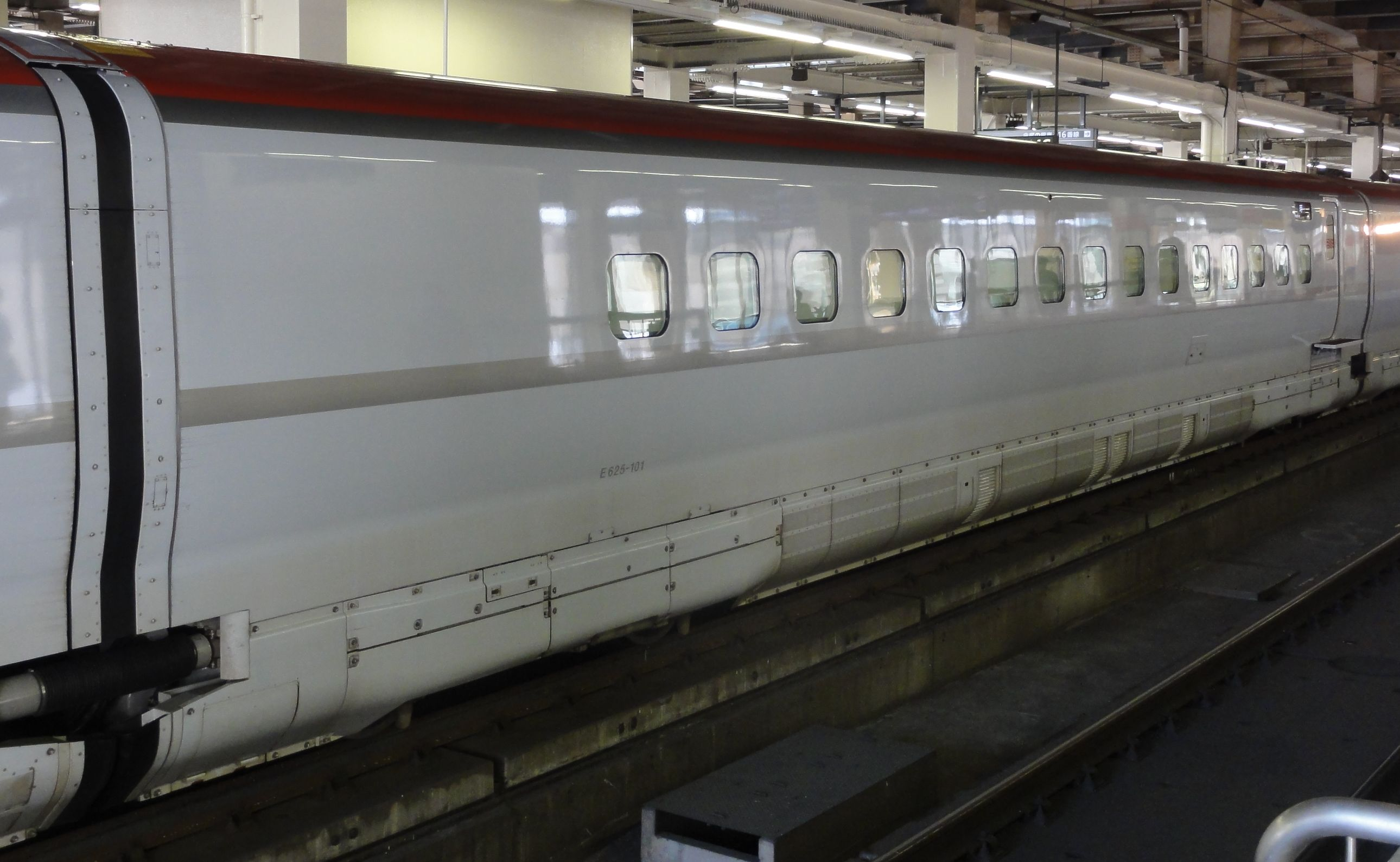
E625-101 (14호차)
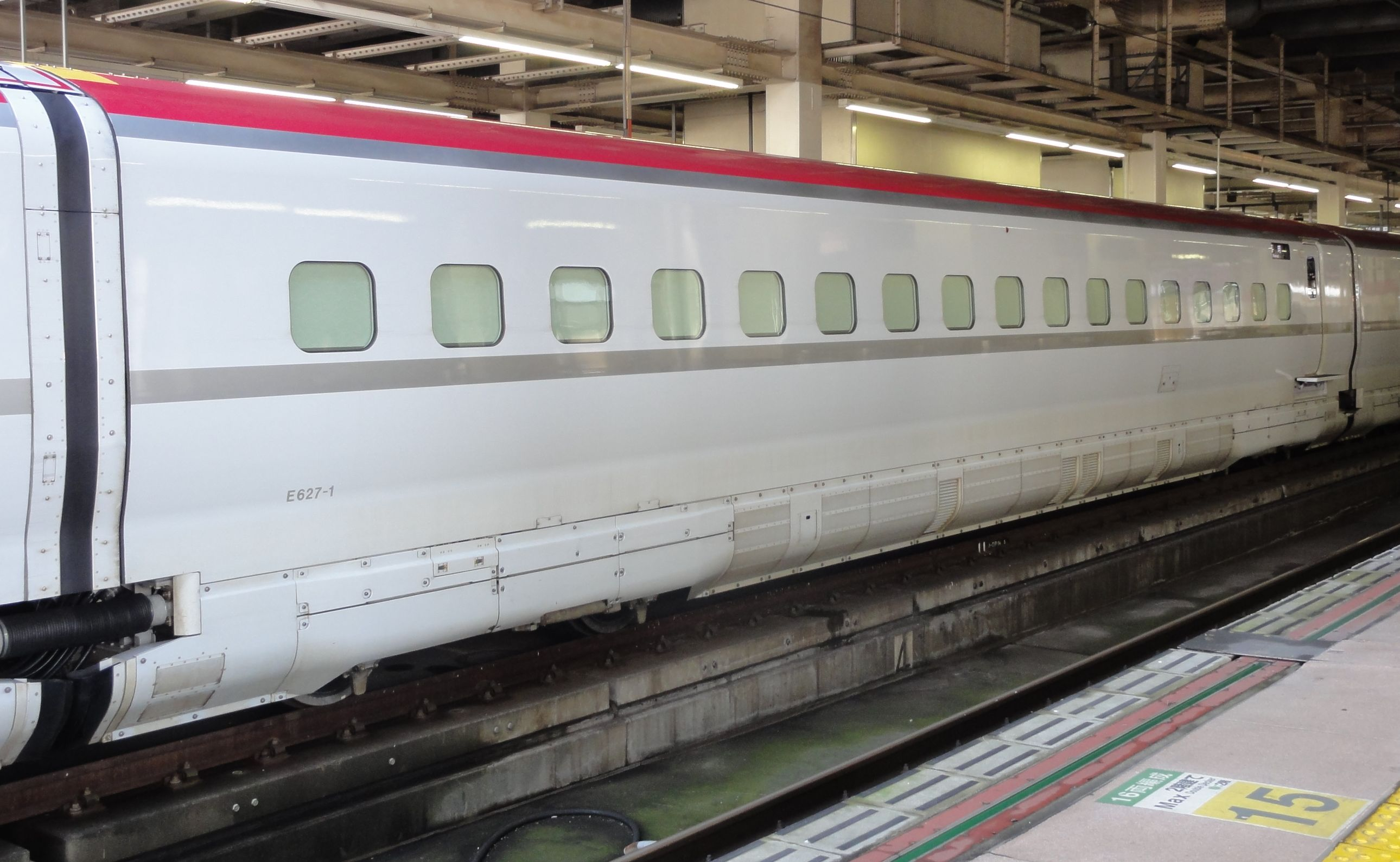
E627-1 (15호차)
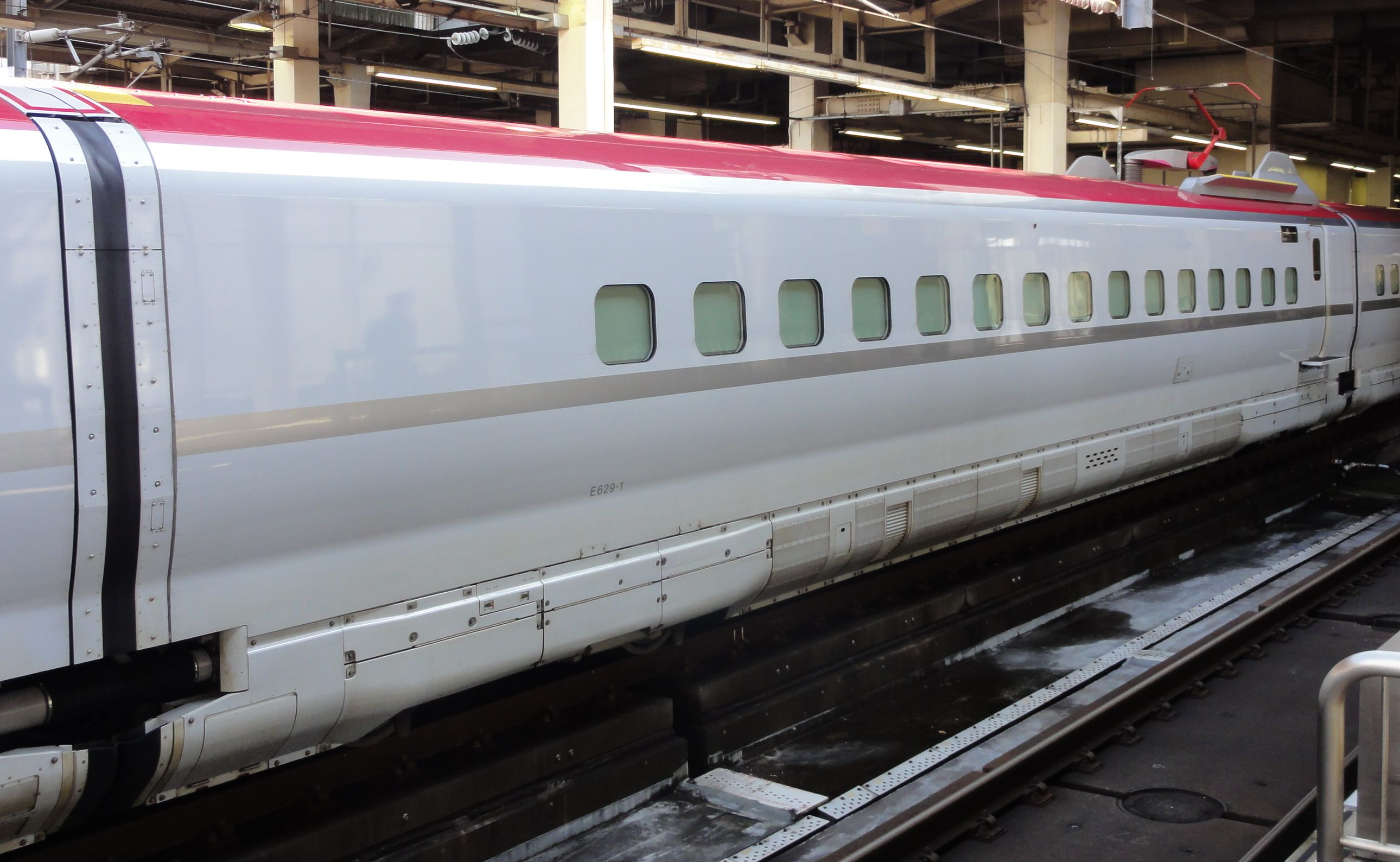
E629-1 (16호차)
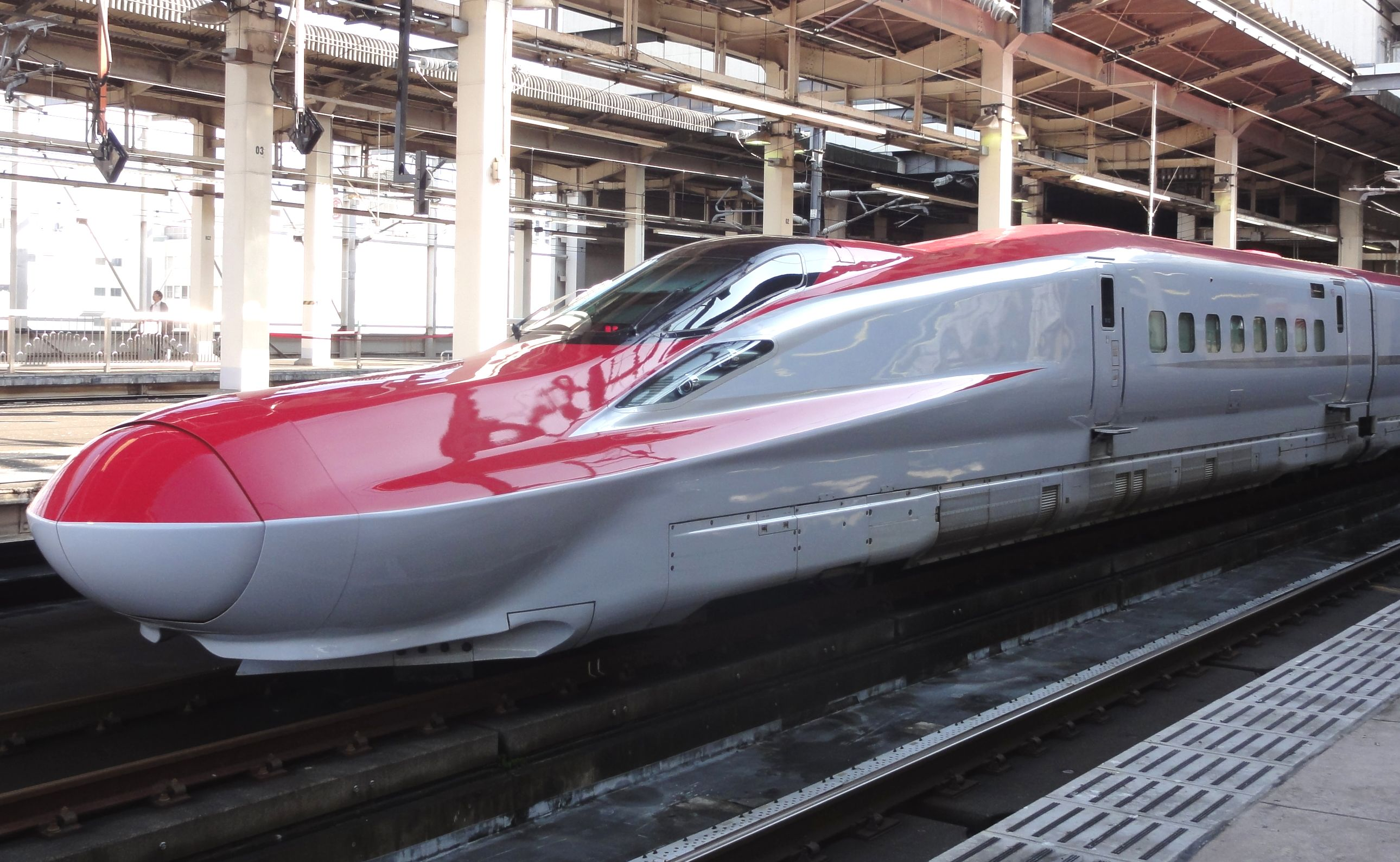
E621-1 (17호차)

## 향후의 예정
- 2014년 3월 15일 실시 예정인 시각표 개정에 의해, 우츠노미야 역 - 모리오카역 사이의 최고속도가 320km/h으로 상향된다. 또, 모리오카 역 발착 "하야부사"의 증결용으로도 사용된다.